# Liste der Biografien/Schmidt, N
Liste der Biografien |
Portal Biografien |
N Personensuche
# |
A |
B |
C |
D |
E |
F |
G |
H |
I |
J |
K |
L |
M |
N |
O |
P |
Q |
R |
S |
T |
U |
V |
W |
X |
Y |
Z |
?
 
Sa |
Sb |
Sc |
Sd |
Se |
Sf |
Sg |
Sh |
Si |
Sj |
Sk |
Sl |
Sm |
Sn |
So |
Sp |
Sq |
Sr |
Ss |
St |
Su |
Sv |
Sw |
Sy |
Sz
 
Sca–Sce |
Sch |
Sci–Scz
 
Scha |
Schc |
Schd |
Sche |
Schg |
Schi |
Schj |
Schk |
Schl |
Schm |
Schn |
Scho |
Schp |
Schr |
Schs |
Scht |
Schu |
Schv |
Schw |
Schy
 
Schma |
Schme |
Schmi |
Schmo |
Schmu |
Schmy
 
Schmic |
Schmid |
Schmie |
Schmig |
Schmik |
Schmil |
Schmin |
Schmir |
Schmis |
Schmit
 
Schmida |
Schmidb |
Schmide |
Schmidf |
Schmidg |
Schmidh |
Schmidi |
Schmidj |
Schmidk |
Schmidl |
Schmidm |
Schmidp |
Schmidr |
Schmids |
Schmidt |
Schmid, A |
Schmid, B |
Schmid, C |
Schmid, D |
Schmid, E |
Schmid, F |
Schmid, G |
Schmid, H |
Schmid, I |
Schmid, J |
Schmid, K |
Schmid, L |
Schmid, M |
Schmid, N |
Schmid, O |
Schmid, P |
Schmid, R |
Schmid, S |
Schmid, T |
Schmid, U |
Schmid, V |
Schmid, W |
Schmid, Y
 
Schmidt, A |
Schmidt, B |
Schmidt, C |
Schmidt, D |
Schmidt, E |
Schmidt, F |
Schmidt, G |
Schmidt, H |
Schmidt, I |
Schmidt, J |
Schmidt, K |
Schmidt, L |
Schmidt, M |
Schmidt, N |
Schmidt, O |
Schmidt, P |
Schmidt, R |
Schmidt, S |
Schmidt, T |
Schmidt, U |
Schmidt, V |
Schmidt, W |
Schmidt, Y |
Schmidtb |
Schmidtc |
Schmidte |
Schmidtg |
Schmidth |
Schmidti |
Schmidtk |
Schmidtl |
Schmidtm |
Schmidtn |
Schmidts
Die Liste der Biografien führt alle Personen auf, die in der deutschsprachigen Wikipedia einen Artikel haben. Dieses ist eine Teilliste mit 13 Einträgen von Personen, deren Namen mit den Buchstaben „Schmidt, N“ beginnt.

## Schmidt, N

### Schmidt, Na
- Schmidt, Nadine (* 1976), deutsches Fotomodell und Schönheitskönigin
- Schmidt, Nadine Maria (* 1980), deutsche Liedermacherin
- Schmidt, Nate (* 1991), US-amerikanischer Eishockeyspieler

### Schmidt, Ni
- Schmidt, Nicklas (* 1976), dänischer Komponist
- Schmidt, Nicola (* 1977), deutsche Wissenschaftsjournalistin und Bestsellerautorin
- Schmidt, Nicolaus (* 1953), deutscher Künstler
- Schmidt, Nicolaus Wendelin (1883–1954), deutscher Bildhauer
- Schmidt, Niels (* 1960), deutscher Politiker
- Schmidt, Niels Bruno (* 1975), deutscher Schauspieler
- Schmidt, Niklas (* 1998), deutscher Fußballspieler

### Schmidt, No
- Schmidt, Noel (* 1996), deutscher Moderator, Comedian und Musiker
- Schmidt, Noémie (* 1990), Schweizer SchauspielerinNoémie Schmidt (* 1990)

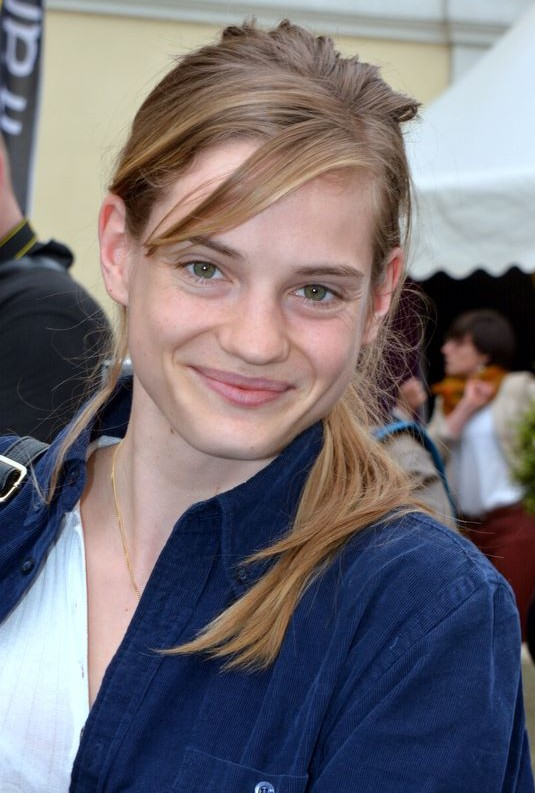
Noémie Schmidt (* 1990)

- Schmidt, Norbert (* 1957), deutscher evangelischer Theologe und langjähriger Rektor der Evangelischen Hochschule Tabor